# Crassaspidiotus takahashii
Crassaspidiotus takahashii är en insektsart som beskrevs av Sadao Takagi 1969. Crassaspidiotus takahashii ingår i släktet Crassaspidiotus och familjen pansarsköldlöss.
Artens utbredningsområde är Taiwan. Inga underarter finns listade i Catalogue of Life.